# Tourkovounia
Die Tourkovounia (griechisch Τουρκοβούνια (n. pl.) deutsch türkische Berge) sind ein 337 Meter hoher Bergzug auf dem Stadtgebiet der griechischen Hauptstadt Athen, bestehend aus drei Gipfeln. Er grenzt an die Gemeinden Galatsi, Filothei, Psychiko, Polygono und Gizi. Der genaue Zusammenhang zwischen dem Bergzug und seinem Namen wird auf unterschiedliche Weisen erklärt. So sollen sich die Truppen von Pascha Omar, die Athen im Juni 1456 eroberten, viele Jahre lang auf diesen Hügeln aufgehalten haben. Anderen Überlieferungen zufolge soll ein türkisches Grab Ursprung des Namens gewesen sein. Sicher ist, dass der Name Tourkovounia einen Bezug zu den Türken, die während des Osmanischen Reichs Attika besetzten, ausdrückt.
Alten Legenden zufolge sollen die Tourkovounia dem Gott Zeus gewidmet gewesen sein, der von dort Blitze abgeschossen habe. Auf dem Teil des Bergzugs, der oberhalb von Filothei liegt, wurden Artefakte gefunden, die belegen, dass bereits 3.000 v. Chr. Menschen dort gewesen waren. Auch die Wände eines Sakralbaus aus der spätgeometrischen Periode (700 v. Chr.) mit Figuren und Gefäßen, die bei der Verehrung homerischer Helden verwendet wurden, wurden in diesem Gebiet gefunden.
Früher war der Bergzug bewaldet, aber während der deutschen Besatzung führte der Bedarf der Athener an Brennmaterial zur Zerstörung des größten Teils des Waldes.